# Alvin Gentry
Pour les articles homonymes, voir Gentry (homonymie).
Alvin Gentry, né le 5 novembre 1954 à Shelby en Caroline du Nord, est un entraîneur américain de basket-ball.

## Carrière d'entraîneur
En 1989, il commence sa carrière d’entraîneur en NBA comme entraîneur adjoint des Spurs de San Antonio sous la direction de Larry Brown.
Gentry rejoint Gregg Popovich, R. C. Buford et Ed Manning (en) au sein de l'encadrement technique de Brown, lorsque celui-ci quitte le Kansas avant la saison 1988-1989 de la NBA.
Après deux saisons à San Antonio, Gentry part pour devenir adjoint des Clippers de Los Angeles à partir de la saison 1990-1991. Ensuite, Gentry rejoint l'équipe de Kevin Loughery comme entraîneur adjoint du Heat de Miami, où il passe trois saisons. Il s'engage ensuite avec les Pistons de Détroit après la saison 1994-1995 où il est adjoint pendant deux saisons et demie avant d’être nommé entraîneur principal à la fin de la saison 1997-1998.
Gentry retourne à San Antonio comme entraîneur adjoint après la saison 1999-2000 et retrouve Gregg Popovich (entraîneur principal) et R. C. Buford (manager général). Mais cette affectation est brève, car Gentry accepte le poste d’entraîneur en chef pour les Clippers de Los Angeles quelques semaines après avoir pris le travail de San Antonio. Il fait un travail solide avec les Clippers ses deux premières années, les menant à 31 victoires et 39 victoires respectivement dans ces deux saisons. Ces saisons sont marquées par le niveau intéressants de jeunes joueurs, tels que Darius Miles, Elton Brand et Lamar Odom. Dans la troisième saison de Gentry, l’équipe régresse malgré l’ajout d’Andre Miller, et Gentry est congédié en février 2003.
Gentry devient ensuite entraîneur adjoint des Suns de Phoenix pendant six ans, sous la direction des entraîneurs Mike D'Antoni et Terry Porter. Lorsque Porter est congédié au cours de sa première saison comme entraîneur, Alvin Gentry prend le relais par intérim. Il est nommé entraîneur principal des Suns pour la saison 2009-2010. Le bilan de Gentry dans sa première année comme entraîneur en chef est de 54 victoires pour 28 défaites. Les Suns se qualifient pour la finale de la conférence Ouest et perdent contre les Lakers de Los Angeles en six matchs.
Le 18 janvier 2013, Gentry quitte les Suns. En juillet 2013, il retourne au sein de l'organisation des Clippers de Los Angeles, prenant le titre d’entraîneur adjoint, soit l’adjoint principal de Doc Rivers.
Après une saison avec les Clippers, Gentry signe un contrat de trois ans comme entraîneur adjoint pour les Warriors de Golden State, travaillant sous la direction du nouvel entraîneur principal, Steve Kerr.
Le 18 mai 2015, les Pelicans de La Nouvelle-Orléans obtiennent l'autorisation des Warriors d'interviewer Gentry pour leur poste d'entraîneur en chef. Il signe avec les Pelicans le 30 mai, avant le début des Finales NBA 2015, mais continue à entraîneur les Warriors jusqu'à la fin de la finale. Les Warriors remportent le titre NBA après avoir battu les Cavaliers de Cleveland en six matchs pour donner à Gentry son premier titre NBA en tant qu'entraîneur adjoint.
En août 2020, Gentry est licencié de son poste d'entraîneur des Pelicans.
En octobre 2020, Gentry devient entraîneur associé de Luke Walton aux Kings de Sacramento. Il devient entraineur intérimaire en novembre 2021 à la suite du licenciement de Luke Walton.

## Palmarès

### Entraîneur adjoint
- Champion NBA en 2015
- Champion NCAA en 1988

## Statistiques
| Participation en playoffs |

| Équipe        | Année     | Saison régulière | Saison régulière | Saison régulière | Saison régulière | Saison régulière          | Playoffs | Playoffs  | Playoffs | Playoffs | Playoffs                                                                 |
| Équipe        | Année     | Matchs           | Victoires        | Défaites         | %                | Classement                | Matchs   | Victoires | Défaites | %        | Résultat                                                                 |
| ------------- | --------- | ---------------- | ---------------- | ---------------- | ---------------- | ------------------------- | -------- | --------- | -------- | -------- | ------------------------------------------------------------------------ |
| Miami         | 1994-1995 | 36               | 15               | 21               | 41,7             | 4e en division Atlantique | -        | -         | -        | -        | Pas de playoffs                                                          |
| Détroit       | 1997-1998 | 37               | 16               | 21               | 43,2             | 6e en division Centrale   | -        | -         | -        | -        | Pas de playoffs                                                          |
| Détroit       | 1998-1999 | 50               | 29               | 21               | 58,0             | 3e en division Centrale   | 5        | 2         | 3        | 40,0     | Défaite contre les Hawks d'Atlanta au premier tour                       |
| Détroit       | 1999-2000 | 58               | 28               | 30               | 48,3             | Limogé                    | -        | -         | -        | -        | -                                                                        |
| L.A. Clippers | 2000-2001 | 82               | 31               | 51               | 37,8             | 6e en division Pacifique  | -        | -         | -        | -        | Pas de playoffs                                                          |
| L.A. Clippers | 2001-2002 | 82               | 39               | 43               | 47,6             | 5e en division Pacifique  | -        | -         | -        | -        | Pas de playoffs                                                          |
| L.A. Clippers | 2002-2003 | 58               | 19               | 39               | 32,8             | Limogé                    | -        | -         | -        | -        | -                                                                        |
| Phoenix       | 2008-2009 | 31               | 18               | 13               | 58,1             | 2e en division Pacifique  | -        | -         | -        | -        | Pas de playoffs                                                          |
| Phoenix       | 2009-2010 | 82               | 54               | 28               | 65,9             | 2e en division Pacifique  | 16       | 10        | 6        | 62,5     | Défaite contre les Lakers de Los Angeles en finale de conférence         |
| Phoenix       | 2010-2011 | 82               | 40               | 42               | 48,8             | 2e en division Pacifique  | -        | -         | -        | -        | Pas de playoffs                                                          |
| Phoenix       | 2011-2012 | 66               | 33               | 33               | 50,0             | 3e en division Pacifique  | -        | -         | -        | -        | Pas de playoffs                                                          |
| Phoenix       | 2012-2013 | 41               | 13               | 28               | 31,7             | Limogé                    | -        | -         | -        | -        | -                                                                        |
| New Orleans   | 2015-2016 | 82               | 30               | 52               | 36,6             | 5e en division Sud-Ouest  | -        | -         | -        | -        | Pas de playoffs                                                          |
| New Orleans   | 2016-2017 | 82               | 34               | 48               | 41,5             | 4e en division Sud-Ouest  | -        | -         | -        | -        | Pas de playoffs                                                          |
| New Orleans   | 2017-2018 | 82               | 48               | 34               | 58,5             | 2e en division Sud-Ouest  | 9        | 5         | 4        | 55,6     | Défaite contre les Warriors de Golden State en demi-finale de conférence |
| New Orleans   | 2018-2019 | 82               | 33               | 49               | 40,2             | 4e en division Sud-Ouest  | -        | -         | -        | -        | Pas de playoffs                                                          |
| New Orleans   | 2019-2020 | 72               | 30               | 42               | 41,7             | 5e en division Sud-Ouest  | -        | -         | -        | -        | Pas de playoffs                                                          |
| Sacramento    | 2021-2022 | 65               | 24               | 41               | 36,9             | 5e en division Pacifique  | -        | -         | -        | -        | Pas de playoffs                                                          |
| Total         | Total     | 1 170            | 534              | 636              | 45,6             |                           | 30       | 17        | 13       | 56,7     |                                                                          |